# Jean-Marie Durand
 (janvier 2022).
Pour les articles homonymes, voir Jean-Marie Durand (homonymie) et Durand.
Jean-Marie Durand, né le 13 novembre 1940, est un assyriologue français, spécialiste des archives de Mari, découverts à la frontière syro-irakienne à partir de 1933 par André Parrot.

## Biographie
Normalien (Lettres 1962), agrégé de grammaire (1965), docteur en histoire à la suite d'une thèse consacrée aux documents des salles 134 et 160 du palais de Mari (1975), il est directeur d'études à l'École pratique des hautes études (IVe section, Antiquités sumériennes et akkadiennes) (1987-1997) et professeur au Collège de France, titulaire de la chaire d'assyriologie (1999-2011), où il a succédé à Paul Garelli.
Il s'est largement consacré à l'étude des textes trouvés dans les ruines de la cité antique de Mari, et à la publication des Archives royales de Mari (ARM).
Il est élu membre de l'Académie des inscriptions et belles-lettres le 1er mars 2013, au fauteuil d'Emmanuel Poulle,.

## Publications
- avec Jean-Marie Seillan : Les nouveaux mondes coloniaux. Paris-Pondichéry. Éditions Kailash, Collection Les Cahiers de la Sielec, 2014, 480 p. –  (ISBN 978-2-84268-222-4)[4]
- (Article) « Les premiers médecins en Mésopotamie : l’exemple de Mari ». In : Comptes rendus des séances de l’Académie des Inscriptions et Belles-Lettres, n°4, 2006. pp. 1827–1834 Article en ligne
- Florilegium marianum VIII. Le Culte des pierres et les monuments commémoratifs en Syrie amorrite, Mémoires de NABU 9, Paris, 2005.
- (Article) « Zimrî-Lîm achète la ville d’Alahtum ». In : Comptes rendus des séances de l’Académie des Inscriptions et Belles-Lettres, n°1, 2002. pp. 11–30. Article en ligne
- Florilegium marianum VII. Le Culte d’Addu d’Alep et l’affaire d’Alahtum, Mémoires de NABU 8, Paris, 2002.
- Florilegium marianum III. Recueil d'études à la mémoire de Marie-Thérèse Barrelet, Mémoires de NABU 4, Paris, 1997 (en coll. avec Dominique Charpin).
- « La Religión en Siria durante la época de los reinos amorreos », dans Semitas Occidentales, G. del Olmo Lete (éd.), Mitología y Religión del Oriente Antiguo. II/1, Sabadell (Barcelone), 1995, p. 127-576.
- Prophéties et Oracles dans le Proche-Orient ancien, Documents autour de la Bible, Éditions du Cerf, 1994, p. 1-74.
- (Article) « L'empereur d'Élam et ses vassaux », H. Gasche, M. Tanret, C. Janssen et A. Degraeve (éd.), Cinquante-deux réflexions sur le Proche-Orient ancien offertes en hommage à Léon De Meyer, Mesopotamian History and Environment Occasional Publications 2, Leuven 1994, 1994, p. 15-22.

## Distinctions

### Décorations
- Chevalier de la Légion d'honneur[5]
- Commandeur de l'ordre des Palmes académiques[5]

### Distinctions
- Docteur honoris causa de l'Université La Sapienza de Rome